# Singapurische Badmintonmeisterschaft 1961/62
Die Singapurische Badmintonmeisterschaft 1961/62 fand vom 8. bis zum 10.  Juli 1961 statt.

## Finalresultate
| Disziplin    | Sieger                  | Finalist               | Ergebnis     |
| ------------ | ----------------------- | ---------------------- | ------------ |
| Herreneinzel | Mohammed Sadali         | Wee Choon Seng         | 15-10, 18-14 |
| Dameneinzel  | Lim Choo Eng            | Jessie Ong             | 12-10, 11-5  |
| Herrendoppel | Ong Poh Lim Lim Say Wan | Robert Lim Lim Wei Lon | 15-10, 15-12 |
| Damendoppel  | Helen Ong Vivien Gwee   | Jessie Ong Nancy Ang   | 15-9, 15-8   |
| Mixed        | Ong Poh Lim Jessie Ong  | Bob Lee Nancy Ang      | 15-1, 15-1   |